# In trappola/Lui nell'anima
In trappola / Lui nell'anima è il 6° singolo della cantautrice Junie Russo, pubblicato nel 1975, per la casa discografica Ghibli.
È il primo e penultimo disco sotto lo pseudonimo di Junie Russo, inciso in lingua madre dell'interprete e musicista.

## In trappola
In trappola è la canzone pubblicata sul lato a del singolo.
Il brano, insieme a Lui nell'anima, non vennero mai inseriti in album.
Il testo fu scritto da Cristiano Malgioglio e da Antonio De Robertis, mentre la musica, dalla stessa Giuni Russo.

## Lui nell'anima
Lui nell'anima è la canzone pubblicata come lato b del singolo.
Il testo fu scritto da Cristiano Malgioglio mentre la musica, da Paul.

## Tracce
Lato A
1. In trappola – 4:00 (Cristiano Malgioglio - Antonio De Robertis - Giuni Russo)

Lato B
1. Lui nell'anima – 4:08 (Cristiano Malgioglio - Paul)